# Lizartza
Lizartza település Spanyolországban, Gipuzkoa tartományban. Lizartza Altzo, Leaburu, Gaztelu, Orexa, Araitz, Tolosa, Areso és Berastegi községekkel határos. Lakosainak száma 667 fő (2024).

## Népesség
A település népessége az utóbbi években az alábbiak szerint változott:
| Lakosok száma | 583  | 601  | 602  | 641  | 644  | 640  | 602  | 603  | 625  | 667  |
|               | 2001 | 2004 | 2006 | 2009 | 2011 | 2014 | 2016 | 2019 | 2021 | 2024 |